# Seznam lodí Hvězdné flotily
Toto je seznam lodí Hvězdné flotily seřazených podle třídy vystupujících ve fiktivním světě Star Treku. Flotila si dlouho zakládala na své mírové podstatě, takže primárním účelem každé lodě byl průzkum, navazování diplomatických styků, vědecké poznání apod. Teprve hrozba ze strany Dominionu a hlavně Borgů donutila velení flotily k výrobě jednoúčelových bitevních plavidel, nicméně na konci 24. století univerzální lodě stále převažují. Ve službě jsou kromě nejmodernějších tříd také stará plavidla, ať už po přestavbě či bez ní.
Jména, třídy a registrační čísla, která nejsou rozpoznatelná ze záběrů, jsou doplněna z knihy The Star Trek Encyclopedia.

## Lodě

### Třída Akira
Těžké křižníky určené především k plnění bojových operací. Prototyp vzlétl roku 2371 a od té doby se tyto lodě účastnily všech velkých konfliktů, včetně Bitvy o Sektor 001 a Války s Dominionem. Proti třídě Galaxy jsou Akiry menší, ale obratnější, rychlejší a mají podstatně vyšší palebnou silu torpéd.
| Jméno            | Registrační číslo | Informace |
| ---------------- | ----------------- | --- |
| USS Akira        | NCC-62497         | Prototyp, je podle ní pojmenována třída.                                                                     |
| USS Black Elk    | NCC-62505         | [ 2 ] |
| USS Dakota       | NCC-63892         | Účastnila se Bitvy o Sektor 001. Ztracena během hlídkování na hranicích demilitarizované zóny s Cardassiany. |
| USS Devore       | NCC-64088         | Pod velením kapitána Joshuy Martina, podpůrná loď ve hře Star Trek: Bridge Commander.                        |
| USS Geronimo     | NCC-69302         | Pod velením kapitána Gregory McCraye, hlavní podpůrná loď ve hře Star Trek: Bridge Commander.                |
| USS Gryphon      | NCC-65550         | Pod velením kapitána De Malla.                                                                               |
| USS Leyte Gulf   | NCC-71427         | Pod velením kapitána Aarona Juraje, první loď Hvězdné flotily infikovaná Nanity ve hře Star Trek: Away Team. |
| USS Rabin        | NCC-63574         | Účastnila se Bitvy o Sektor 001.                                                                             |
| USS Spector      | NCC-63898         | Měla za úkol získat nebo zničit USS Prometheus.                                                              |
| USS Thunderchild | NCC-63549         | Účastnila se Bitvy o Sektor 001.                                                                             |

### Třída Ambassador
Nahradila pomalu zastarávající lodě třídy Excelsior v roli průzkumné lodě.
| Jméno          | Registrační číslo | Informace |
| -------------- | ----------------- | --- |
| USS Adelphi    | NCC-26849         | Posádka provedla první kontakt s planetou Ghorusda.                                                                                 |
| USS Ambassador | NCC-10521         | Prototyp, je podle ní pojmenována třída.                                                                                            |
| USS Enterprise | NCC-1701-C        | Pod velením kapitánky Rachel Garrettové, pravděpodobně byla zničena při obraně klingonské základny Narendra III romulanským útokem. |
| USS Excalibur  | NCC-26517         | Součást tachyonové blokády během Klingonské občanské války. a Bitvy o Sektor 001.                                                   |
| USS Exeter     | NCC-26531         | Loď Toma Parise předtím, než byl propuštěn z Hvězdné flotily. Účastnila se války s Dominionem.                                      |
| USS Gandhi     | NCC-26632         | Loď Thomase Rikera. |
| USS Horatio    | NCC-10532         | Pod velením kapitána Walkera Keela zničena jako součást spiknutí k ovládnutí Hvězdné flotily.                                       |
| USS Valdemar   | NCC-26198         | Poslána hlídkovat k hranicím cardassijské demilitarizované zóny.                                                                    |
| USS Yamaguchi  | NCC-26510         | Zničena Borgy v Bitvě u Wolf 359.                                                                                                   |
| USS Zhukov     | NCC-62136         | Prováděla kulturní pozorování na planetě Alpha Laputa IV.                                                                           |

### Třída Andromeda
| Jméno         | Registrační číslo | Informace                                                        |
| ------------- | ----------------- | ---------------------------------------------------------------- |
| USS Drake     | NCC-70956         | Přepadena klingonskou bitevní skupinou.                          |
| USS Prokofiev | NCC-68814         | Poslána hlídkovat k hranicím cardassijské demilitarizované zóny. |

### Třída Antares
Nákladní loď používaná ve 23. a 24. století vybavená štíty.
| Jméno         | Registrační číslo | Informace                                                                               |
| ------------- | ----------------- | --------------------------------------------------------------------------------------- |
| USS Antares   | NCC-501           | Zachráněna a později zničena Charliem Evansem.                                          |
| USS Hermes    | NCC-10376         | Součást tachyonové blokády během Klingonské občanské války.                             |
| USS Woden     | NCC-325           | Automatická loď zničená USS Enterprise při testu multitronické počítačové jednotky M-5. |
| USS Yorkshire | NCC-330           | Byla na orbitě u Hvězdné základny 11 spolu s USS Enterprise.                            |

### Třída Apollo
Víceúčelová loď sloužící k průzkumu, obchodu i transportu.
| Jméno         | Registrační číslo | Informace                                                                                      |
| ------------- | ----------------- | ---------------------------------------------------------------------------------------------- |
| USS Agamemnon | NCC-11638         | Součást tachyonové blokády během Klingonské občanské války.                                    |
| USS Ajax      | NCC-11574         | Dostala experimentální warp pohon, součást tachyonové blokády během Klingonské občanské války. |
| USS Clement   | NCC-12537         | Měla naplánované setkání s USS Enterprise-D.                                                   |
| USS Gage      | NCC-11672         | Zničena Borgy v Bitvě u Wolf 359.                                                              |
| T´Pau         | NSP-17938         | Ukradena a použita Romulany při invazi na Vulkán                                               |

### Třída Bonaventure
Lodě z počátku 23. století.
| Jméno           | Registrační číslo | Informace                                                            |
| --------------- | ----------------- | -------------------------------------------------------------------- |
| USS Bonaventure | 10281NCC          | Vypuštěna 2219, ztracena před rokem 2269 při průzkumu Delta Triangl. |

### Třída Bradbury
Transportní fregaty vhodné také k hlídkování.
| Jméno        | Registrační číslo | Informace                                                                                 |
| ------------ | ----------------- | ----------------------------------------------------------------------------------------- |
| USS Bradbury | NX-72307          | Převážela Wesleyho Crushera do Akademie Hvězdné flotily. Prováděla test warpových motorů. |

### Třída Centaur
Středně velké fregaty vyráběné na počátku 24. století jako doplněk třídy Excelsior.
| Jméno        | Registrační číslo | Informace |
| ------------ | ----------------- | --- |
| USS Centaur  | NCC-42043         | V roce 2374 se setkala s Jem´Hadarskou lodí pilotovanou Kapitánem Siskem. Byla součástí flotily, která převzala stanici Hluboký vesmír 9 z rukou Dominionu. |
| USS Carolina | NCC-42050         | Byla vyslána aby zdržela loď Ferengů, která se pokoušela získat USS Voyager.                                                                                |

### Třída Constellation
Křižníky z přelomu 23. a 24. století vybavené čtyřmi warpovými gondolami.
| Jméno             | Registrační číslo | Informace |
| ----------------- | ----------------- | --- |
| USS Constellation | NCC-1974          | Účastnila se války s Dominionem. |
| USS Gettysburg    | NCC-3890          | Pod velením kapitána Marka Jamesona zachránila rukojmí z Mordanu IV, také se účastnila války s Dominionem.                                  |
| USS Hathaway      | NCC-2593          | Vyřazena z provozu, později se zúčastnila simulace bitvy proti USS Enterprise-D.                                                            |
| USS Magellan      | NCC-3069          | Loď kotvila u planety Arkaria, kde prošla baryonovou očistou.                                                                               |
| USS Stargazer     | NCC-2893          | První loď pod velením Jeana-Luca Picarda. Opuštěna po Bitvě o Maxii, později byla vrácena Hvězdné flotile. Později vystaven v Muzeu flotily |
| USS Victory       | NCC-9754          | Na lodi kdysi sloužil Geordi La Forge, Účastnila se války s Dominionem.                                                                     |

### Třída Constitution
Asi nejznámější lodě ze Star Treku. Výzbroj tvořilo 6 phaserů typ VI, 2 fotonové torpédomety + 120 torpéd. Ochranu lodi již tvořily štíty. V období klasické série bylo v běžném provozu pouze dvanáct plavidel této třídy, mezi nimi např. Enterprise NCC-1701.
| Jméno                                      | Registrační číslo | Informace |
| ------------------------------------------ | ----------------- | --- |
| USS Arided                                 | NCC-1831          | Kotvila na Hvězdné základně spolu s USS Enterprise |
| USS Constellation                          | NCC-1017          | Pod velením kapitána Matthewa Deckera byla obětována ke zničení Stroje zkázy. |
| USS Constitution                           | NCC-1700          | Je podle ní pojmenována třída. |
| USS Defiant                                | NCC-1764          | Zajata a přesunuta Tholiany do zrcadlového vesmíru. Znovu získána posádkou lodi ISS Enterprise (NX-01) a použita proti Terranskému impériu. |
| ISS Enterprise                             | NCC-1701          | Verze USS Enterprise ze zrcadlového vesmíru. |
| USS Enterprise                             | NCC-1701          | Pod velením kapitánů Roberta Aprila (2245–2250), Christophera Pikea (2250–2265) Jamese T. Kirka (2265–2285) a Spocka (2282–2285). Plavidlo zničeno sebedestrukcí na orbitě planety Genesis, aby nepadlo do rukou Klingonů.                         |
| USS Enterprise (Alternativní časová linie) | NCC-1701          | Pod velením kapitánů Christophera Pikea a Jamese T. Kirka. |
| USS Essex                                  | NCC-1697          | Poškozena piráty z Orionu |
| USS Excalibur                              | NCC-1664          | Těžce poškozena a posádka zabita během počítačového testu M5 Richarda Daystroma. |
| USS Excelsior                              | NCC-1718          | Kotvila na Hvězdné základně spolu s USS Enterprise |
| USS Exeter                                 | NCC-1672          | Celá posádka, kromě kapitána Ronalda Traceyho, zabita mimozemskou chorobou. |
| USS Farragut                               | NCC-1647          | James T. Kirk na ní sloužil jako operátor phaserové stanice. Při útoku mlžné bytosti ztratila polovinu posádky. Ve filmu Star Trek měla být Nyota Uhura původně přidělena na USS Farragut, ale na vlastní žádost byla převelena na USS Enterprise. |
| USS Hood                                   | NCC-1703          | Podílela se na počítačovém testu M5 Richarda Daystroma. |
| USS Intrepid                               | NCC-1631          | Celá Vulkánská posádka zabita obrovským jednobuněčným živočichem. |
| USS Kongo                                  | NCC-1710          | Podstupovala opravy na Hvězdné základně 11 |
| USS Lexington                              | NCC-1709          | Podílela se na počítačovém testu M5 Richarda Daystroma. |
| USS Merrimac                               | NCC-1715          | Komunikovala se stanicí Epsilon IX |
| USS New Jersey                             | NCC-1975          | Loď vystavena v Muzeu flotily |
| USS Pegasus                                | NCC-1702.         | Hlídkovala u klingonské neutrální zóny. |
| USS Potemkin                               | NCC-1657          | Podílela se na počítačovém testu M5 Richarda Daystroma. |
| USS Republic                               | NCC-1371          | Pod velením kapitána Jennings. |
| USS Yorktown                               | NCC-1717.         | Vyřazena mimozemskou sondou. |

### Třída Constitution-refit
Díky rychlému vědeckému vývoji byla již tak výkonná třída Constitution dále vylepšena, včetně zbraní, štítů i motorů.
| Jméno            | Registrační číslo | Informace |
| ---------------- | ----------------- | --- |
| USS Ahwahnee     | NCC-2048          | Loď hlídkovala u hranic s Klingonskou říší. Měla se účastnit plánované operace na vysvobození kapitána Kirka.                                              |
| USS Constitution | NCC-1700          | Je podle ní pojmenována třída. |
| USS Eagle        | NCC-956           | Vedla zásobovací misi. Měla se účastnit plánované operace na vysvobození kapitána Kirka.                                                                   |
| USS Emden        | NCC-1856          | Loď hlídkovala u hranic s Klingonskou říší. Měla se účastnit plánované operace na vysvobození kapitána Kirka.                                              |
| USS Endeavour    | NCC-1895          | Loď byla na průzkumu nedaleko hranic s Klingonskou říší. Měla se účastnit plánované operace na vysvobození kapitána Kirka.                                 |
| USS Enterprise   | NCC-1701          | Enterprise NCC-1701 z třídy Constitution byla přestavěna podle nových požadavků. Upraveny zbraně, štíty, senzory a warp jádro.                             |
| USS Enterprise   | NCC-1701-A        | Náhrada za zničenou původní Enterprise. Velení svěřeno Jamesi T. Kirkovi po degradování na kapitána, V roce 2293 vyřazena a poté vystavena v Muzeu flotily |
| USS Challenger   | NCC-2032          | Loď byla na průzkumu nedaleko hranic s Klingonskou říší. Měla se účastnit plánované operace na vysvobození kapitána Kirka.                                 |
| USS Kongo        | NCC-1710          | Loď byla přestavěna z třídy Constitution. Loď hlídkovala u hranic s Klingonskou říší.                                                                      |
| USS Korolev      | NCC-2014          | Loď byla na diplomatické misi. |
| USS Scovil       | NCC-1598          | Měla se účastnit plánované operace na vysvobození kapitána Kirka.                                                                                          |
| USS Yorktown     | NCC-1717          | Loď přestavěná z třídy Constitution. |

### Třída Curry
Nákladní plavidla z 24. století. Jedná se o modifikaci třídy Excelsior.
| Jméno     | Registrační číslo | Informace                                                |
| --------- | ----------------- | -------------------------------------------------------- |
| USS Curry | NCC-42254         | Prototyp třídy, zasáhla několikrát do bojů s Dominionem. |

### Třída Daedalus
Jedny z prvních křižníků Hvězdné flotily ve službě od roku 2196. 
| Jméno         | Registrační číslo | Informace |
| ------------- | ----------------- | --- |
| USS Archon    | NCC-189           | Zničena mimozemských počítačem v roce 2167 blízko planety Beta III.                                                  |
| USS Carolina  | NCC-160           | Nákladní loď. |
| USS Essex     | NCC-173           | Poškozená troskotala na planetě Mab-Bu VI.                                                                           |
| USS discovery | NCC-176           | Posadka měla kapitány Lorca Filipa typ pohonu impuls,spoře,warp přenesena do zrcadlového vesmíru a spět pomocí sporů |

### Třída Defiant
Jednoúčelová bitevní loď s nepříliš dlouhou životností, zato po zuby ozbrojená a vybavená nejmodernějšími technologiemi včetně rychlopalných phaserů.
| Jméno         | Registrační číslo | Informace |
| ------------- | ----------------- | --- |
| USS Defiant   | NX-74205          | Prototyp, později přidělen na stanici Deep Space Nine. Účastnila se Bitvy o Sektor 001. Zničena během Druhé bitvy o Chin'toku.                                                  |
| USS Defiant   | NCC-75633         | Dříve USS São Paulo, účastnila se Bitvy o Cardassii. Někdy v následujících dekádách vyřazen a poté vystaven v Muzeu flotily                                                     |
| USS Rotherham | NCC-75322         | Účastnila se znovuzískání USS Prometheus. |
| USS Maltby    | NCC-74211         | Účastnila se znovuzískání USS Prometheus. |
| USS Monitor   | neznámé           | Zmíněna v knihách The Return a Preserver, zničena pod kapitánem Johnem Scottem Lewinskim při pokusu o překonání rychlostního rekordu za pomocí borgského transwarpového pohonu. |
| USS Sheffield | NCC-1982-F        | Pomohla lodím IKS Rotarraan a USS Defiant připojit se k flotile u stanice Deep Space Nine.                                                                                      |
| USS Spitfire  | NCC-1940-G        | Pomohla lodím IKS Rotarraan a USS Defiant připojit se k flotile u stanice Deep Space Nine.                                                                                      |
| USS Valiant   | NCC-74210         | Tréninková loď Rudé eskadry, později zničena Jem'Hadary. |
| USS Yorkshire | NCC-77777         | Pomohla lodím IKS Rotarraan a USS Defiant připojit se k flotile u stanice Deep Space Nine.                                                                                      |

### Třída Deneva
Lehké transportní lodě oblíbené hlavně kvůli možnosti snadných individuálních úprav a konfigurací.
| Jméno       | Registrační číslo | Informace |
| ----------- | ----------------- | --- |
| USS Arcos   | NCC-6237          | Zničena trhlinou ve warp reaktoru poblíž planety Turkana IV v roce 2367. Posádka evakuována na povrch planety a zachráněna Enterprise-D. |
| USS LaSalle | NCC-6203          | Podala zprávu o neobvyklé radiaci v systému Gamma Arigulon.                                                                              |

### Třída Erewon
Osobní transportní lodě větší než runabouty.
| Jméno          | Registrační číslo | Informace |
| -------------- | ----------------- | --- |
| SS Santa Maria | BDR-529           | Okolo roku 2360 byla vyslána kolonizovat Gemulon V. Po problémech s podporou života přistála na planetě v systému Orellius kvůli opravám. Po přistání selhaly všechny systémy a kolonisté se rozhodli zůstat. |

### Třída Excelsior
Průzkumné lodě/křižníky z přelomu 23. a 24. století nahradily třídu Constitution v roli nejsilnějšího plavidla Hvězdné flotily. 
| Jméno           | Registrační číslo           | Informace |
| --------------- | --------------------------- | --- |
| USS Al-Batani   | NCC-42995                   | Je zmíněna jako první loď Kathryn Janewayové, v té době jí velel otec Toma Parise, Owen Paris. |
| USS Berlin      | NCC-14232                   | Hlídkovala u romulanské neutrální zóny. |
| USS Cairo       | NCC-42136                   | Převážela kapitána Edwarda Jellica na Enterprise-D. Zmizela během hlídkování u romulanské neutrální zóny. |
| USS Crazy Horse | NCC-50446                   | Součást flotily k zastavení borgské invaze. Při setkání s Enterprise-D měla vyzvednout kontradmirála Erika Pressmana. |
| USS Crockett    | NCC-38955                   | Převážela admirála Mitsuyeho na Deep Space Nine. |
| USS Enterprise  | NCC-1701-B                  | V roce 2293 pod velením kapitána Johna Harrimana vztažena do jevu Nexus a poškozena. Pozdějším kapitánem byla Demora Sulu. |
| USS Excelsior   | NCC-2000                    | Průzkumná a zkušební loď, selhala při pokusu o záchranu Jamese T. Kirka a Leonarda McCoye z Qo'noSu. Pomáhala svrhnout generála Changa na Khitomeru. Pod velením kapitána Hikaru Sulu. V roce 2320 vyřazena a poté vystavena v Muzeu flotily.                     |
| USS Farragut    | neznámé                     | Transportovala několik geneticky upravených lidí ze stanice Deep Space Nine. |
| USS Fearless    | NCC-14598                   | Určena k planetárnímu mapování v systému Beta Mahoga. |
| USS Fredrickson | NCC-42111                   | Krátce navštívila doky v oblasti Utopia Planitia, Účastnila se války s Dominionem. |
| USS Gorkon      | NCC-40512                   | Součást flotily k zastavení borgské invaze. |
| USS Grissom     | NCC-42857                   | Pomáhala Enterprise-D s vyřešením problému kontaminace na planetě Beta Agni II. Zničena během Bitvy o Ricktor Prime. |
| USS Hood        | NCC-42296, původně NCC-2541 | Působiště Williama Rikera před přesunem na USS Enterprise-D. Součást tachyonové blokády během Klingonské občanské války. Účastnila se Bitvy o Bajor a První bitvy o Chin'toku. Jako součást Bitevní skupiny Omega vyslána stíhat rémanskou válečnou loď Scimitar. |
| USS Charleston  | NCC-42285                   | Transportovala tři kryogenicky zmražené lidi na Zemi, součást tachyonové blokády během Klingonské občanské války. |
| USS Intrepid    | NCC-38907                   | Odpověděla na klingonské nouzové volání z Khitomeru při napadení Romulany. |
| USS Lakota      | NCC-42768                   | Pokusila se zastavit USS Defiant před dosažením Země. |
| USS Malinche    | NCC-38997                   | Hlídkovala u cardassijských hranic před válkou s Dominionem, těžce poškozena Makisty vedenými Michaelem Eddingtonem. |
| USS Melbourne   | NCC-62043                   | Velení nabídnuto Williamu Rikerovi, jako vlajková Hvězdné flotily zničena Borgy v Bitvě u Wolf 359. |
| USS Repulse     | NCC-2544                    | Působiště Katherine Pulaské před převelením na USS Enterprise-D. Účastnila se války s Dominionem. |
| USS Roosevelt   | NCC-2573                    | Zničena Borgy v Bitvě u Wolf 359. |

### Třída Freedom
Fregaty pro mírové účely vybavené pouze jedinou warp gondolou.
| Jméno         | Registrační číslo | Informace                                                                         |
| ------------- | ----------------- | --------------------------------------------------------------------------------- |
| USS Concorde  | NCC-68711         | Určena k hlídkování blízko romulanské neutrální zóny v alternativní časové linii. |
| USS Firebrand | NCC-68723         | Zničena Borgy v Bitvě u Wolf 359.                                                 |

### Třída Galaxy
Univerzální plavidla nahradily od roku 2362 třídu Ambassador, na palubách se nacházejí i rodinní příslušníci posádky. 
| Jméno             | Registrační číslo    | Informace |
| ----------------- | -------------------- | --- |
| USS Cortéz        | NCC-78012            | Pod vedením kapitána Quentina Swofforda se účastnila Bitvy o Bajor, později vedena jako ztracená. |
| USS Dauntless     | NCC-71879            | První loď pod hráčovou kontrolou ve hře Star Trek: Bridge Commander. Zničena během eskortování transportu cardassijskými loděmi.                                                                             |
| USS Enterprise    | NCC-1701-D           | Primárně určena pro seriál Star Trek: Nová generace. Zničena trhlinou v jádru u planety Veridian III. V roce 2401 obnovena a znovu využita v boji proti Borgům. Poté převedena po obnovení do Muzea flotily. |
| USS Excalibur     | NCC-26517-A          | Pod velením kapitána Mackenzieho Calhouna, primárně určena pro sérii novel Star Trek: New Frontier jako nástupce třídy Ambassador.                                                                           |
| USS Galaxy        | NCC-70637 (NX-70637) | Průzkumná loď. Účastnila se Bitvy o Bajor, První bitvy o Chin'toku a Bitvy o Cardassii. Jako součást Bitevní skupiny Omega vyslána ke stíhání rémanské válečné lodě Scimitar.                                |
| USS Challenger    | NCC-71099            | Pod velením kapitána Geordiho La Forge v alternativní časové linii. |
| USS London        | NCC-2012-C           | Účastnila se Bitvy o Bajor. |
| USS Magellan      | NCC-72382            | Účastnila se Bitvy o Bajor. |
| USS Odyssey       | NCC-71832            | Vyslána na záchranu Benjamina Siska z rukou Jem'Hadarů, během akce zničena. |
| USS San Francisco | NCC-69480            | Podpůrná loď ve hře Star Trek: Bridge Commander. |
| USS Sarek         | NCC-72075            | Účastnila se Bitvy o Bajor. |
| USS Syracuse      |                      | Od roku 2381 až 2401 sloužila loď jako zdroj dílů pro obnovovanou USS Enterprise NCC-1701-D |
| USS Trident       | NCC-31347            | Pod velením kapitánky Elizabeth Shelbyové a později Kat Muellerové v knižní sérii Star Trek: New Frontier.                                                                                                   |
| USS Venture       | NCC-71854            | Součást taktické skupiny Hvězdné flotily na stanici Deep Space Nine během klingonské invaze do Cardassijské Unie. Účastnila se Bitvy o Bajor a První bitvy o Chin'toku.                                      |
| USS Yamato        | NCC-71807            | Posádka objevila tajemnou planetu Iconia, ale zároveň byla nakažena počítačovým virem, který způsobí kontaminaci antihmoty a následnou explozi lodě.                                                         |

### Třída Hokule'a
Víceúčelová plavidla z 23. století.
| Jméno       | Registrační číslo | Informace                                      |
| ----------- | ----------------- | ---------------------------------------------- |
| USS Tripoli | NCC-19386         | Objevila Data, později přidělena na Qualor II. |

### Třída Hope
Lékařská plavidla, někdy také mylně označovaná jako třída "Olympic".[zdroj?]
| Jméno       | Registrační číslo | Informace |
| ----------- | ----------------- | --- |
| USS Nobel   | NCC-55012         | Navštívila stanici Deep Space Three při hledání lodi USS Hera. Účastnila se války s Dominionem.                              |
| USS Pasteur | NCC-58925         | Pod velením kapitánky Beverly Picardové v alternativní časové linii. Zničena trhlinou ve warpovém reaktoru v systému Devron. |

### Třída Challenger
Lehké křižníky "složené" z částí lodí tříd Galaxy a Nebula.
| Jméno         | Registrační číslo | Informace                                    |
| ------------- | ----------------- | -------------------------------------------- |
| USS Armstrong | NCC-57537         | Přepadena klingonskou bitevní skupinou.      |
| USS Buran     | NCC-57580         | Zničena Borgy v Bitvě u Wolf 359.            |
| USS Kearsarge | NCC-57566         | Měla naplánované setkání s USS Enterprise-D. |

### Třída Cheyenne
Křižníky z 24. století vybavené čtyřmi warpovými gondolami sloužily hlavně jako eskortní a doprovodné lodě.
| Jméno        | Registrační číslo   | Informace                                                                                     |
| ------------ | ------------------- | --------------------------------------------------------------------------------------------- |
| USS Ahwahnee | NCC-71620/NCC-73620 | Zničena Borgy v Bitvě u Wolf 359. Součást tachyonové blokády během Klingonské občanské války. |

### Třída Chimera
Fregaty "složené" z částí lodí jiných tříd.
| Jméno        | Registrační číslo | Informace                                                                               |
| ------------ | ----------------- | --------------------------------------------------------------------------------------- |
| USS Portland | NCC-57418         | Pátrala v sektoru Algira po Odovi a Elimu Garakovi, když se pohřešoval jejich runabout. |

### Třída Intrepid
Moderní lehké křižníky se skvělou senzorovou výbavou slouží v boji jako podpůrná plavidla. Sází především na rychlost s úžasnou manévrovatelnost.
| Jméno           | Registrační číslo | Informace |
| --------------- | ----------------- | --- |
| USS Bellerophon | NCC-74705         | Transportovala personál Federace na summit na Romulus. |
| USS Intrepid    | NCC-74600         | Pod velením kapitána Ramerize hlídkovala během války s Dominionem u romulanské neutrální zóny.                                                                    |
| USS Intrepid    | NX-74600          | Jako součást Bitevní skupiny Omega vyslána ke stíhání rémanské válečné lodě Scimitar.                                                                             |
| USS Pathfinder  | neznámé           | Nová loď kapitánky Christine McDonaldové v knize Star Trek: Preserver, zničena v bitvě mezi USS Enterprise-E a ferengskou lodí Leveraged Buyout u planety Halkan. |
| USS Voyager     | NCC-74656         | Primárně určena pro seriál Star Trek: Voyager, pod velením kapitánky Kathryn Janewayové. V roce 2384 vyřazen a poté vystaven v Muzeu flotily                      |

### Třída Istanbul
Moderní těžké fregaty pro rizikové úkoly.
| Jméno              | Registrační číslo | Informace                                                                                |
| ------------------ | ----------------- | ---------------------------------------------------------------------------------------- |
| USS Constantinople | NCC-34852         | Utrpěla poškození pláště během transportu kolonistů.                                     |
| USS Havana         | NCC-34043         | Měla naplánované setkání s Enterprise-D v roce 2369.                                     |
| USS Sarajevo       | NCC-38529         | Ztracena v Gamma kvadrantu roku 2371. Později nalezena, účastnila se války s Dominionem. |

### Třída Kelvin
Hlídkovací lodě vybavené podobně jako třída Apollo jednou warp gondolou.
| Jméno      | Registrační číslo | Informace |
| ---------- | ----------------- | --- |
| USS Kelvin | NCC-0514          | V roce 2233 pod velením kapitána Richarda Robaua, jeho prvním důstojníkem byl George Kirk. Zničena romulanskou lodí Nerada. |

### Třída Korolev
Univerzální fregaty z poloviny 24. století.
| Jméno       | Registrační číslo | Informace |
| ----------- | ----------------- | --- |
| USS Goddard | NCC-59621         | Zmeškala setkání s Enterprise-D poté, se Enterprise vydala k planetě Acamar III. Součást tachyonové blokády během Klingonské občanské války. |

### Třída Luna
Vědečtí a výzkumní stíhači známí hlavně k knižních novel.
| Jméno        | Registrační číslo | Informace                                                                                              |
| ------------ | ----------------- | --- |
| USS Callisto | NCC-80109         | Pod velením admirála Trentona Colea.                                                                   |
| USS Charon   | NCC-80111         | Pod velením kapitánky Bellatory Fortis, zničena časovou poruchou v systému Elysia Incedae v roce 2380. |
| USS Luna     | NCC-80101         | Prototyp třídy, byla zničena katastrofálním selháním motorů.                                           |
| USS Rhea     | NCC-80110         | Pod velením kapitána Bazela.                                                                           |
| USS Titan    | NCC-80102         | První loď kapitána Williama Thomase Rikera po odchodu z Enterprise-D.                                  |

### Třída Mediterranean
Univerzální fregaty vhodné i k planetární obraně.
| Jméno       | Registrační číslo | Informace                                                                                                |
| ----------- | ----------------- | --- |
| USS Lalo    | NCC-43837         | Informovala o časové smyčce, která vznikla v důsledku experimentů doktora Paula Manheima. Zničena Borgy. |
| USS Wyoming | NCC-43730         | Na lodi sloužil Tuvok.                                                                                   |

### Třída Merced
Eskortní plavidla.
| Jméno       | Registrační číslo | Informace |
| ----------- | ----------------- | --- |
| USS Trieste | NCC-37124         | Datovo působiště před příchodem na Enterprise-D. V době únosu Enterprise-D Bynary operovala poblíž Hvězdné základny 74. |

### Třída Merian
Menší průzkumná lodě známé hlavně z knižních novel ze série Voyager.
| Jméno       | Registrační číslo | Informace                          |
| ----------- | ----------------- | ---------------------------------- |
| USS Curie   | NCC-81890         | Pod velením kapitána Xin Chan.     |
| USS Hawking | NCC-81897         | Pod velením kapitána Bal Itaky.    |
| USS Planck  | NCC-81890         | Pod velením kapitána Hosca T'Mara. |

### Třída Miranda
Vědecká a podpůrná plavidla s malou posádkou.
| Jméno           | Registrační číslo | Informace |
| --------------- | ----------------- | --- |
| USS Brattain    | NCC-21166         | Posádka se zbláznila v důsledku nedostatku REM spánku. |
| USS Brigand     | neznámé           | Zničena lodí USS Excelsior. |
| USS Helin       | NCC-1692          | Hlídkovala u klingonské neutrální zóny. |
| USS Lantree     | NCC-1837          | Posádka zemřela po kontaktu s geneticky upravenými lidmi. Zničena USS Enterprise-D. |
| USS Majestic    | NCC-31060         | Zničena v Bitvě o Bajor. |
| USS Nautilus    | NCC-1833          | Zničena během První bitvy o Chin'toku. |
| USS Reliant     | NCC-1864          | Přidělena Projektu Genesis a později unesena Khanem Noonienem Singhem. Zničena při aktivaci zařízení Genesis.                                                                                |
| USS Saratoga    | NCC-1867          | Vyřazena mimozemskou sondou. Někdy poté v 23. století vyřazena a vystavena v Muzeu flotily.                                                                                                  |
| USS Saratoga    | NCC-31911         | Na lodi sloužil Benjamin Sisko jako první důstojník, zničena Borgy v Bitvě u Wolf 359. |
| USS ShirKahr    | NCC-31905         | Účastnila se První bitvy o Chin'toku. |
| USS Tian An Men | NCC-21832         | Součást tachyonové blokády během Klingonské občanské války. Považována za ztracenou během hlídkování u cardassijských hranic během války s Dominionem. Účastnila se První bitvy o Chin'toku. |
| USS Trial       | NCC-1948          | Součást taktické skupiny Hvězdné flotily na stanici Deep Space Nine během klingonské invaze do Cardassijské Unie. Účastnila se Bitvy o Bajor.                                                |

### Třída Mulciber
Dlouhá plavidla s trojúhelníkovitou talířovou sekcí vhodná jako kolonizační lodě nebo průmyslové výrobny.
| Jméno        | Registrační číslo | Informace                             |
| ------------ | ----------------- | ------------------------------------- |
| USS Achilles | NCC-77024         | Pod velením kapitána Tilluma Drafara. |

### Třída Nebula
Vznikla před třídou Galaxy, se kterou sdílí stejnou talířovou sekci, ale jinak je o něco slabší. Po přidání trojúhelníkové nástavby s odpalovači torpéd se její bojová síla zdvojnásobila.
| Jméno           | Registrační číslo | Informace |
| --------------- | ----------------- | --- |
| USS Bellerephon | NCC-62048         | Zničena Borgy v Bitvě u Wolf 359.                                                                                              |
| USS Bonchune    | NCC-70915         | Účastnila se znovuzískání USS Prometheus.                                                                                      |
| USS Endeavour   | NCC-71805         | Součást tachyonové blokády během Klingonské občanské války. Účastnila se Bitvy o Sektor 001.                                   |
| USS Farragut    | NCC-60597         | Pomáhala zachránit posádku z talířové sekce lodi Enterprise-D u planety Veridian III. Zničena ve hvězdokupě Lembatta Klingony. |
| USS Hera        | NCC-62006         | Pod velením kapitánky Silvy La Forge, zmizela i s celou, třísetčlennou posádkou.                                               |
| USS Honshū      | NCC-60205         | Zničena při převozu Gula Dukata k soudnímu procesu.                                                                            |
| USS Leeds       | NCC-70252         | Účastnila se Bitvy o Bajor. |
| USS Lexington   | NCC-61832         | Účastnila se Bitvy o Sektor 001.                                                                                               |
| USS Merrimack   | NCC-61827         | Transportoval velvyslance Sareka z Legara IV to Vulkán.                                                                        |
| USS Monitor     | NCC-61826         | Vyslána k romulanské neutrální zóně v očekávání možného útoku.                                                                 |
| USS Phoenix     | NCC-65420         | Pod velením kapitána Benjamina Maxwella napadla a zničila cardassijskou základnu a několik lodí.                               |
| USS Prometheus  | NCC-71201         | Použita doktorem Gideonem Seyetikem k nastartování jaderné fúze uvnitř vyhaslé hvězdy.                                         |
| USS Proxima     | NCC-61952         | Ztracena v Gamma kvadrantu. |
| USS Sutherland  | NCC-72015         | Krátce pod velením poručíka Data jako součást tachyonové blokády během Klingonské občanské války.                              |
| USS T'Kumbra    | neznámé           | Čistě vulkánská posádka vyzvala posádku stanice Deep Space Nine k utkání v baseballu. Účastnila se války s Dominionem.         |
| USS Ulysses     | NCC-66808         | Studovala protoplanetární oblak v mlhovině Nebula.                                                                             |

### Třída New Orleans
Velmi podobné lodím třídy Galaxy a Nebula, sloužily hlavně ve Válce proti Dominionu.
| Jméno            | Registrační číslo | Informace |
| ---------------- | ----------------- | --- |
| USS Kyushu       | NCC-65491         | Zničena Borgy v Bitvě u Wolf 359. |
| USS Renegade     | NCC-63102         | Setkala se s Enterprise-D u planety Dytallix B, kde její kapitán Tryla Scott a Jean-Luc Picard diskutovali o mimozemském spiknutí k ovládnutí Hvězdné flotily.                                                      |
| USS Rutledge     | NCC-57295         | Na lodi sloužili Miles O'Brien a Benjamin Maxwell během Cardassijské války. Účastnila se protiútoku proti Klingonům v sektoru Archanis.                                                                             |
| USS Thomas Paine | NCC-65530         | Setkala se s Enterprise-D u planety Dytallix B, kde její kapitán Rixx a Jean-Luc Picard diskutovali o mimozemském spiknutí k ovládnutí Hvězdné flotily. Součást tachyonové blokády během Klingonské občanské války. |

### Třída Niagara
Doplněk třídy Ambassador z 23. století má tři warpové gondoly.
| Jméno          | Registrační číslo | Informace                                                                              |
| -------------- | ----------------- | -------------------------------------------------------------------------------------- |
| USS Princeton  | NCC-59804         | Zničena Borgy v Bitvě u Wolf 359.                                                      |
| USS Wellington | NCC-28473         | Podstoupila vylepšení počítačového systému Bynarskými techniky na Hvězdné základně 74. |

### Třída Norway
Moderní fregata s trojúhelníkovou talířovou sekcí pro všestranné použití.
| Jméno        | Registrační číslo | Informace                        |
| ------------ | ----------------- | -------------------------------- |
| USS Budapest | NCC-64923         | Účastnila se Bitvy o Sektor 001. |

### Třída Nova
Menší vědecká a průzkumná loď vhodná k planetárnímu výzkumu.
| Jméno            | Registrační číslo | Informace                                                     |
| ---------------- | ----------------- | ------------------------------------------------------------- |
| USS Equinox      | NCC-72381         | Ztracen v Delta kvadrantu, později zničen lodí USS Voyager.   |
| USS Rhode Island | NCC-72701         | Pod velením kapitána Harryho Kima v alternativní budoucnosti. |

### Třída NX
První pozemské lodě s pohonem warp 5,  jejichž výzkum byl započat v roce 2119. Byly vybavena transportním systémem, který slouží k přenosu materiálu, a později i osob. Ochranu tvořil polarizovaný pancíř. 
| Jméno          | Registrační číslo | Informace |
| -------------- | ----------------- | --- |
| Enterprise     | NX-01             | Primárně určena pro seriál Star Trek: Enterprise, pod velením kapitána Jonathana Archera. Vyřazena ze služby v roce 2161. Vystavena v Muzeu flotily |
| Columbia       | NX-02             | Pod velením kapitánky Eriky Hernandez, účastnila se Klingonsko-augmentské krize.                                                                    |
| Challenger     | NX-03             | Zmíněna v knize The Romulan War #1:Beneath the Raptor's Wing(Romulanská vojna: Pod Krídlami dravca) Michael A. Martin                               |
| Discovery      | NX-04             | Zmíněna v knize The Romulan War #1:Beneath the Raptor's Wing(Romulanská vojna: Pod Krídlami dravca) Michael A. Martin                               |
| Intrepid       | NX-07             | Zmíněna v knize Indistinguishable from Magic. |
| ISS Enterprise | NX-01             | Verze Enterprise (NX-01) z paralelního vesmíru. |
| ISS Avenger    | NX-09             | Zničena Jonathanem Archerem z paralelního vesmíru lodí USS Defiant (NCC-1764).                                                                      |

### Třída Oberth
Průzkumná a vědecká plavidla z přelomu 23. a 24. století.
| Jméno           | Registrační číslo | Informace |
| --------------- | ----------------- | --- |
| USS Biko        | NCC-50331         | Setkala se s USS Enterprise-D u planety Deinonychus VII.                                                                                      |
| USS Bonestell   | NCC-31600         | První loď Kathryn janewayové, zničena Borgy v Bitvě u Wolf 359.                                                                               |
| USS Cochraine   | NCC-59318         | Převážela admirálku Norah Satie na Enterprise-D, a Juliana Bashira a Jadzii Daxovou na stanici Deep Space Nine.                               |
| USS Copernicus  | NCC-623           | Kotvící ve vesmírných docích. |
| USS Grissom     | NCC-638           | Transportovala Davida Marcuse a Saavika na planetu Genesis. Zničena Klingony.                                                                 |
| USS Oberth      | NCC-602           | První loď třídy, určena k průzkumu hlubokého vesmíru.                                                                                         |
| USS Pegasus     | NCC-53847         | Vybaven nelegálním prototypem maskovacího zařízení, jehož selhání zhmotnilo loď uvnitř asteroidu.                                             |
| USS Raman       | NCC-59983         | Ztracena během vyšetřování na planetě Marijne VII.                                                                                            |
| USS Tsiolkovsky | NCC-53911         | Posádka se nakazila virem Psi 2000. Zničena při kolizi s asteroidem.                                                                          |
| USS Valiant     | NCC-20000         | Pomáhal zachránit posádku Enterprise-D z planety Veridian III.                                                                                |
| USS Yosemite    | NCC-19002         | Studovala plazmové výboje mezi v binárním hvězdném systému.                                                                                   |
| SS Vico         | NAR-18834         | Tato loď byla pronajata civilní agentuře a dostala jiné registrační číslo. V roce 2368 objevila astronomický jev známý jako černá hvězdokupa. |

### Třída Odyssey
Páteř Hvězdné flotily v 25. století.
| Jméno          | Registrační číslo | Informace |
| -------------- | ----------------- | --- |
| USS Enterprise | NCC-1701-F        | V roce 2401 poprvé vypuštěna z hvězdného doku Probert při příležitosti 250.výročí startu Enterprise NX-01 pod velením admirálky Elizabeth Shelby. Část posádky byla asimilována a admirálka Shelby zabita v akci. Poté pod velením kapitána Va'kel Shona. |
| USS Odyssey    | NX-97000          | Prototype třídy, schválen a vypuštěn z doků v oblasti Utopia Planitia. |

### Třída Prometheus
Bitevní lodě vybavené nejmodernější technikou. Dokáží se rozdělit na tři samostatně fungující části a spolupracovat na zničení cíle.
| Jméno          | Registrační číslo | Informace                                                                                        |
| -------------- | ----------------- | ------------------------------------------------------------------------------------------------ |
| USS Prometheus | NX-59650 NX-74913 | Prototyp, stále ve vývoji. Ukraden Romulany a získán zpátky s pomocí Doktora z lodě USS Voyager. |

### Třída Renaissance
| Jméno        | Registrační číslo | Informace                                                                                       |
| ------------ | ----------------- | ----------------------------------------------------------------------------------------------- |
| USS Aries    | NCC-45167         | Williamu Rikerovi nabídnuto velení. Součást tachyonové blokády během Klingonské občanské války. |
| USS Hornet   | NCC-45231         | Součást tachyonové blokády během Klingonské občanské války.                                     |
| USS Maryland | NCC-45109         | Ztracena v Gamma kvadrantu.                                                                     |

### Třída Rigel
Zpočátku průzkumné a diplomatické lodě, později přezbrojeny a použity v boji proti Dominionu.
| Jméno       | Registrační číslo | Informace                                                                                   |
| ----------- | ----------------- | ------------------------------------------------------------------------------------------- |
| USS Akagi   | NCC-62158         | Součást tachyonové blokády během Klingonské občanské války. Sloužila ve válce s Dominionem. |
| USS Tolstoy | NCC-62095         | Zničena Borgy v Bitvě u Wolf 359.                                                           |

### Třída Saber
| Jméno           | Registrační číslo | Informace                                                          |
| --------------- | ----------------- | ------------------------------------------------------------------ |
| USS da Vinci    | NCC-81623         | Ústřední loď knižní série Star Trek: Starfleet Corps of Engineers. |
| USS Montgolfier | NCC-40109         | Pod vedením kapitána Paula Stephense.                              |
| USS Yeager      | NCC-61947         | Účastnila se Bitvy o Sektor 001.                                   |

### Třída Sequoia
| Jméno           | Registrační číslo | Informace                                                                   |
| --------------- | ----------------- | --------------------------------------------------------------------------- |
| USS Yellowstone | NCC-70073         | Transportovala poručici Meloru Pazlar na stanici Deep Space Nine roku 2370. |

### Třída Sovereign
| Jméno          | Registrační číslo    | Informace                                                                                    |
| -------------- | -------------------- | -------------------------------------------------------------------------------------------- |
| USS Enterprise | NCC-1701-E           | Primárně určena pro filmy Star Trek: První kontakt, Star Trek: Vzpoura a Star Trek: Nemesis. |
| USS Sovereign  | NX-73811 - NCC-73811 | Objevila se ve hře Star Trek: Bridge Commander.                                              |
| USS Sentinel   | NCC-17331            | Objevla se ve hrách Star Trek: Bridge Commander a Star Trek: Invasion.                       |

### Třída Soyuz
| Jméno       | Registrační číslo | Informace                                             |
| ----------- | ----------------- | ----------------------------------------------------- |
| USS Bozeman | NCC-1941          | Strávila několik desetiletí uvězněná v časové smyčce. |

### Třída Springfield
| Jméno      | Registrační číslo | Informace                         |
| ---------- | ----------------- | --------------------------------- |
| USS Chekov | NCC-57302         | Zničena Borgy v Bitvě u Wolf 359. |

### Třída Steamrunner
| Jméno          | Registrační číslo | Informace                        |
| -------------- | ----------------- | -------------------------------- |
| USS Appalachia | NCC-52136         | Účastnila se Bitvy o Sektor 001. |

### Třída Surak
| Jméno      | Registrační číslo | Informace                                                                             |
| ---------- | ----------------- | ------------------------------------------------------------------------------------- |
| USS Zapata | NCC-33184         | Měla naplánované setkání s lodí Enterprise-D, později bojovala ve Válce s Dominionem. |

### Třída Sydney
| Jméno       | Registrační číslo | Informace                                                                                         |
| ----------- | ----------------- | ------------------------------------------------------------------------------------------------- |
| USS Jenolen | NCC-2010          | Ztroskotala na povrchu Dysonovy sféry během transportu kapitána Montgomeryho Scotta na odpočinek. |
| USS Nash    | NCC-2010-5        | Transportovala personál ze stanice Deep Space Nine.                                               |

### Třída Vesta
| Jméno        | Registrační číslo | Informace                                                                                               |
| ------------ | ----------------- | --- |
| USS Aventine | NCC-82602         | Používala prototypový warpový pohon, první velení kapitánky Ezri Dax v knižní sérii Star Trek: Destiny. |
| USS Esquline | NCC-82614         | Pod velením kapitána Parimona Dashta, součást Projektu Full Circle v knižní sérii Voyager.              |
| USS Quirinal | NCC-82610         | Pod velením kapitánky Reginy Farkas, součást Projektu Full Circle v knižní sérii Voyager.               |

### Třída Wambundu
| Jméno       | Registrační číslo | Informace |
| ----------- | ----------------- | --- |
| USS Drake   | NCC-20381         | Velení nabídnuto Williamu Rikerovi, ale nakonec ho získal Paul Rice. Byla zničena na planetě Minos automatickou zbraňovou platformou. |
| USS Fleming | NCC-20316         | Vyřazena a později zničena v koridoru Hekaras.                                                                                        |

### Třída Wells
| Jméno          | Registrační číslo | Informace                                                                             |
| -------------- | ----------------- | ------------------------------------------------------------------------------------- |
| USS Relativity | NCV-474439-G      | Loď z 29. století použili cestovatelé v čase, aby zabránili zničení lodi USS Voyager. |

### Třída Yorkshire
| Jméno      | Registrační číslo | Informace                                                |
| ---------- | ----------------- | -------------------------------------------------------- |
| USS Denver | NCC-54927         | Zničena během transportu kolonistů na do sektoru Beloti. |

### Třída Zodiac
| Jméno        | Registrační číslo | Informace |
| ------------ | ----------------- | --- |
| USS Yorktown | NCC-61137         | V alternativní realitě měla vytvořit široké senzorové pole v systému Devron na hranicích s Klingonskou říší. |

## Raketoplány a ostatní lodě

### Třída Danube
| Jméno              | Registrační číslo | Informace |
| ------------------ | ----------------- | --- |
| USS Danube         | NX-72003          | První loď třídy, zmíněn v knize Star Trek: Deep Space Nine Technical Manual. |
| USS Gander         | NCC-73624         | Použita Ezri Daxovou k pátrání po Worfovi. Zničena Jem'Hadary. |
| USS Ganges         | NCC-72454         | Zachránil Tahnu Lose. Zachránil Vash z Gamma kvadrantu. Zničen muničním křižníkem T'Lani. |
| USS Mekong         | NCC-72617         | Pomáhal zachránit Benjamina Siska z rukou Jem'Hadarů. Zničen Jem'Hadary během útoku Obsidiánového řádu a Tal Shiaru na planetu Zakladatelů ve hvězdokupě Nebula.                                                                    |
| USS Orinoco        | NCC-72905         | Pomáhal zachránit Benjamina Siska z rukou Jem'Hadarů. Zničen cardassijskou teroristickou skupinou Pravá cesta. |
| USS Rio Grande     | NCC-72452         | Jadzia Daxová a Benjamin Sisko s ním prozkoumali bajoranskou červí díru. Později použit při lokalizace Kahlessova meče. Pomáhal zachránit Benjamina Siska z rukou Jem'Hadarů. Nejdéle sloužící runabout na stanici Deep Space Nine. |
| USS Robinea        | NCC-1706-D        | Zničen u planety Ajilon Prime během bombardování federační kolonie Klingony. |
| USS Rubicon        | NCC-72936         | Zkoumal kompresní anomálii, po nehodě zmenšen, poté za pomoci UUS Defian opět zvětšen. |
| USS Scarab         | NCC-73918         | Použit cardassijským podzemním hnutím ke krádeži breenské zbraně. |
| USS Shenandoah     | NCC-73024         | Využit Daxovou a Worfem k záchraně cardasssijského informátor z rukou Dominionu. Těžce poškozen Jem'Hadary při doručování diplomatické zprávy Velkému Nagusovi Zekovi.                                                              |
| USS Tardis         | NCC-1963-X        | Zničen cardassijským vojákem u stanice Empok Nor. |
| USS Thomas Calhoun | NCC-72450         | Transportoval posádku Enterprise-D na a z konferencí. Zničen ve střetu Enterprise a romulanským válečným ptákem. |
| USS Tuscany        | NCC-11967         | Zničen na orbitě planety Torga IV se všemi členy posádky. |
| USS Volga          | NCC-73196         | Účastnil se botanické výpravy na Torad IV. |
| USS Yangtzee Kiang | NCC-72453         | Unesen bajorským teroristou Tahnou Losem. Stal se prvním zničením runaboutem ze stanice Deep Space Nine, havaroval na měsíci v Gamma kvadrantu.                                                                                     |
| USS Yukon          | NCC-74602         | Ukraden Zakladateli, zničen lodí USS Defiant při neúspěšném pokusu zničit bajorské slunce. |

### Třída Peregrine
| Jméno   | Registrační číslo | Informace                                                                          |
| ------- | ----------------- | ---------------------------------------------------------------------------------- |
| Flurnoy | neznámé           | Používána Makisty, účastnila se Války proti Dominionu jako stíhač Hvězdné flotily. |

### Třída Yellowstone
| Jméno           | Registrační číslo | Informace |
| --------------- | ----------------- | --- |
| USS Yellowstone | NX-74751          | Prototyp pokročilého runaboutu navržený praporčíkem Harry Kimem a poručíkem Lascou v alternativní časové linii. Zničen výbuchem antihmoty. |

### Pomocná plavidla
| Jméno       | Mateřská loď     | Informace                                                                      |
| ----------- | ---------------- | ------------------------------------------------------------------------------ |
| AeroShuttle | třída Intrepid   | Upravený raketoplán připojený k lodím třídy Intrepid.                          |
| Calypso     | USS Enterprise-D | Kapitánova jachta.                                                             |
| Cousteau    | USS Enterprise-E | Kapitánova jachta.                                                             |
| Deltaplán   | USS Voyager      | Průzkumné plavidlo. První byl zničen, druhý se zúčastnil mezihvězdného závodu. |
| WaveRider   | USS Equinox      | Upravená atmosférická raketa.                                                  |